# Río Ivindo
El río Ivindo, en Gabón, es el principal afluente del río Ogooué, en el cual desemboca por la orilla derecha. En su curso superior delimita la frontera con la República del Congo con el nombre de Djoua.

## Geografía
El Ivindo, con una longitud aproximada de unos 500 km, nace al nordeste de Gabón, cerca de la frontera de la República del Congo. Se une al río Ogooué por la orilla derecha cerca de la localidad de Kankan, tras haber seguido una dirección que va del nordeste al sudoeste.
La cuenca del Ivindo está cubierta de vastas extensiones de bosques vírgenes primarios, no alterados por el ser humano. El recorrido está entrecortado por rápidos y cataratas, algunas de ellas tan soberbias como las de Kongou o de Mingouli. Su curso inferior está situado en el territorio del parque nacional de Ivindo. Al norte de la cuenca se extiende asimismo el parque nacional de Minkébé, rico en naturaleza virgen y con una población de al menos 30.000 elefantes.
La vía férrea del Transgabonés atraviesa el río al nivel de su confluencia con el Ogooué.

## Afluentes
Por la orilla derecha
- Río Mvoung
- Río Nsie
- Río Nouna

Por la orilla izquierda
- Río Zadié, Zadia o Djadie, que atraviesa la localidad de Mekambo, famosa entre 1994 y 1997 por haber sufrido un brote de ébola.
- Río Djoua o Iyêzê, frontera natural entre Congo y Gabón
- Río Liboumba, que desemboca en la confluencia de Makoukou (15.000 hab.), la única ciudad en el transcurso del río.
- Río Mouniandjê o Mouniangui

## Hidrometría
El caudal del río se controla en la estación de Loa-Loa, algo más arriba de la ciudad de Makoukou (pronúnciese Makuku en español), que recoge el agua de una cuenca del 48.500 km² en el centro del río Ivindo. El caudal medio entre los años 1965-1974 fue de 778 m³/s, con una diferencia entre el mes de agosto de 243 m³/s y el de noviembre de 1667 m³/s, bastante elevada para tratarse de un cauce ecuatorial.

## Parque nacional de Ivindo
El parque nacional de Ivindo, de unos 3.000 km², fue creado en 2002. Formado en su mayor parte por naturaleza virgen, destacan en su interior las cataratas de Kongou y Mingouli. Entre la fauna destacan los elefantes y entre los monos chimpancés, mangabeyes coronados o de boina roja (Cercocebus torquatus), colobos, gorilas, cercopitecos, mandriles y otros. Otras especies de mamíferos son búfalos, sitatungas (Tragelaphus spekii), potamoqueros, pangolines gigantes (Manis gigantea), etc. Destaca la mayor concentración de gorilas de Gabón en el claro de Langoué.
El parque comprende la Reserva de Ipassa, en la que se encuentra la estación de investigación de Ipassa Makoukou, dependiente del Instituto de Investigación de Ecología Tropical. (IRET).

## La catarata de Kongou
Estas cascadas, entre las más bellas de África, conocidas sobre todo a partir de una serie de la televisión francesa llamada Vu du ciel, están amenazadas por la construcción de una central hidroeléctrica destinada a la explotación de la cercana mina de hierro de Belinga. La Fundación Internacional del Gabón para el Ecoturismo (FIGET) organiza excursiones en piragua desde Makokou y Loa-Loa

## Exploración
El Ivindo aguas abajo de Makokou fue atravesado por primera vez por una expedición en aguas bravas en 1998. Ea un grupo de Jackson Hole, Wyoming, formado por Chris Guier, Bruce Hayse, Louise Lasley, Marilyn Olsen, Rick Sievers y Howie Wolke. El grupo se encontró con cuatro cataratas impresionantes: Kongou, Mingouli, Tsengue Leledei, y una catarata sin nombre ni descrita entre Mingouli y Tsengue Leledei, que quizás sea la más hermosa de todas. Encontraron muchos tramos de aguas bravas y las orillas eran notables por grupos de elefantes sin miedo y otros mamíferos ocasionales.